# Епархия Анурадхапуры
 Епархия Анурадхапуры  (лат. Dioecesis Anuradhapurensis) — епархия Римско-католической церкви с центром в городе Анурадхапура в Шри-Ланке. Епархия Анурадхапуры входит в митрополию Коломбо.

## История
19 декабря 1975 года Папа Римский Павел VI буллой Iussum Christi основал апостольскую префектуру Анурадхапуры, выделившуюся из епархий Джаффны и Тринкомали-Баттикалоа. 
18 марта 1982 года Папа Римский Иоанн Павел II буллой Qui idem основал епархию Анурадхапуры.

## Ординарии епархии
- епископ Henry Swithin Thomas Alexander Wijetunge Goonewardena (20.12.1925 — 2.11.1995);
- епископ Oswald Thomas Colman Gomis (2.11.1995 — 6.07.2002);
- епископ Norbert Marshall Andradi (с 14.11.2003 — по настоящее время).

## Источник
- Annuario Pontificio, Ватикан, 2007.